# Ede Oldbury
Edith Lucy Oldbury (nascida Morfett; 26 de maio de 1888 – 13 de setembro de 1977), era uma empregada doméstica, lojista e líder comunitária da Nova Zelândia. Ela nasceu em Kamo, Nova Zelândia, em 1888.
Em 1972, Oldbury foi premiada com a Medalha do Império Britânico, pelos serviços prestados à comunidade.